# صاریغ دم‌حلقه‌ای ویلند
صاریغ دم‌حلقه‌ای ویلند (نام علمی: Pseudochirulus caroli) کیسه‌داری از تیره شبه‌دستان، سردهٔ Pseudochirulus است که در اندونزی یافت می‌شود. در سیاهه قرمز IUCN، این جانور در وضعیت کمترین نگرانی طبقه‌بندی شده است.